# Joseph Schauers
Joseph Schauers (anglès: Joseph Anthony Schauers)  (Filadèlfia, 27 de maig de 1909 - Filadèlfia, 18 d'octubre de 1987) va ser un remer estatunidenc que va competir durant la dècada de 1930.
El 1932 va prendre part en els Jocs Olímpics de Los Angeles, on guanyà la medalla d'or en la competició del dos amb timoner del programa de rem. Feia equip amb Charlie Kieffer i Edward Jennings.